# Decreti Vigorelli
I decreti Vigorelli (così detti dal ministro del lavoro Ezio Vigorelli) furono alcuni decreti legislativi previsti dalla legge delega 14 luglio 1959, n. 741.
La norma venne emanata durante il governo Segni II, ed aveva lo scopo di autorizzare il governo a recepire in atti aventi forza di legge i contenuti dei contratti collettivi di diritto comune stipulati sino a quel momento, al fine di assicurare minimi inderogabili di trattamento economico e normativo a tutti gli appartenenti a una stessa categoria. Tuttavia i decreti non vennero mai emanati e la stessa norma venne dichiarata incostituzionale.

## Storia
Prima dell'emanazione della legge, i pareri del CNEL erano il meccanismo principale per estendere l'efficacia erga omnes dei contratti collettivi di diritto comune, non essendo stato attuato l'art. 39 della Costituzione della Repubblica Italiana. I dettami della legge vennero prorogati di 15 mesi con la legge 1º ottobre 1960, n. 1027, ma non ne venne mai data attuazione poiché la norma non superò il controllo di costituzionalità.
Tra i tentativi legislativi postumi alla legge ma che perseguivano tale finalità l'art. 36 dello statuto dei lavoratori imponeva impone all'appaltatore di opere pubbliche di applicare ai propri dipendenti condizioni non inferiori a quelle previste dalla contrattazione collettiva, medesimo obbligo è imposto dal decreto-legge 9 ottobre 1989, n. 338 - convertito in legge 7 dicembre 1989, n. 389 - altresì all'imprenditore che voglia fruire della fiscalizzazione degli oneri sociali.
L'accordo interconfederale del 28 giugno 2011 tra Confindustria, Cgil, Cisl, Uil e Ugl (il primo a firma congiunta Camusso-Marcegaglia) rappresenta un avallo dei contratti aziendali sottoscritti in base a quell'accordo: si tratta di una procedura che ex se attesta l'esistenza dei requisiti di produttività, qualità, redditività, innovazione, efficienza organizzativa, rispetto ai quali il Governo accorda l'agevolazione. La cosiddetta contrattazione di prossimità ha poi ricevuto riconoscimento pubblico con l'art. 8 del D.L. 13 agosto 2011, n. 138, conv. in legge 14 settembre 2011.

## Il contenzioso costituzionale
Contro la legge Vigorelli furono avanzati da più parti dubbi di legittimità costituzionale anche perché attribuiva di fatto ai sindacati la potestà di introdurre, sia pure tramite l'interposizione di un decreto legislativo, delle norme di legge, in senso formale, senza nemmeno passare dai vincoli di una legge attuativa dei principi fissati dall'art. 39 della Costituzione.
La Corte costituzionale con la sentenza del 19 dicembre 1962, n. 106 superò le obiezioni sollevate in base alla considerazione che la legge delega era «provvisoria, transitoria ed eccezionale». Minor fortuna ebbe la legge di proroga che il Parlamento approvò l'anno successivo, la quale, non potendosi più considerare "eccezionale", fu dichiarata dalla Corte costituzionalmente illegittima per contrasto con l'art. 39 Cost.
(Decreto Vigorelli, art. 7)